# Uwe Franke (Produzent)
Uwe Franke (* 6. Oktober 1950 in Bochum) ist ein deutscher Produzent vor allem von Fernsehfilmen. Er produzierte u. a. Filme der Fernsehreihen Tatort und Bloch.

## Leben
Franke studierte in Bochum und Nijmegen. Zwischen 1979 und 1989 war Franke in drei Rollen als Schauspieler zu sehen. Seitdem ist er als Filmproduzent tätigt. Nach seinem Studium wurde er zunächst Mitgesellschafter der Dr. Muschnik Filmproduktionen in Essen, die Ende der 1970er Jahre von Werner Possardt und Frank Döhmann gegründet worden waren. Von 1983 bis 1996 war Franke Mitinhaber und Geschäftsführer der Calypso-Filmproduktion GmbH in Köln, die ebenfalls von Werner Possardt gegründet worden war. Franke übernahm im Jahr 1996 für die Grundy Ufa TV-Production als Creative Producer für mehr als 700 Folgen der Daily Soap Unter uns die Gesamtleitung. Im Jahr 2000 zeichnete er für die wöchentliche Serie Großstadtträume als Ableger der Serie verantwortlich, konnte deren Absetzung nach nur sieben ausgestrahlten Folgen jedoch nicht verhindern. Ab Oktober 2000 widmete er sich als leitender Produzent der Westdeutschen Universum Film & TV Produktion der RTL-Serie Balko. Zudem zählte die Entwicklung neuer Serienformate, Fernsehreihen sowie Fernsehfilmen zu seinen Aufgabengebieten. In diversen Produktionen arbeitete er mit Sabine Tettenborn zusammen, seitdem er seit Anfang 2006 ebenso wie Tettenborn für Maran Film tätig war. Nach Auflösung der Maran Film GmbH wechselte Franke als Geschäftsführender Produzent im Juli 2015 zum Südwestrundfunk.

## Filmografie

### Als Produzent
- 1981: Stromberg – Die letzte Nacht
- 1986: Xaver und sein außerirdischer Freund
- 1989: Erdenschwer
- 1991: Sisi und der Kaiserkuss
- 1992: Video Blues
- 1992: Probefahrt ins Paradies
- 1994–1996: Unter uns
- 1994: Immer wenn sie Krimis liest
- 1994: Tschäss
- 1994: Words Upon the Window Pane
- 1995: Mörderische Zwillinge
- 1995: Tränen eines Siegers
- 1996: Zerrissene Herzen
- 1996: Wem gehört Tobias?
- 2000: Großstadtträume
- 2002–2006: Balko
- 2007–2015: Tatort
- 2007: Die Entführung
- 2008–2012: Bloch
- 2008: Mein Mann, der Trinker
- 2012: Die Nonne und der Kommissar – Verflucht
- 2013: In gefährlicher Nähe
- 2013: Komasaufen
- 2014: Der Andi ist wieder da
- 2014: Ein todsicherer Plan
- 2014: Am Ende des Tages
- 2016: Emma nach Mitternacht – Frau Hölle
- 2017: Königin der Nacht

### Als Schauspieler
- 1979: My Heart Is Overcome with Terror
- 1981: Fünf Flaschen für Angelika
- 1989: Der blaue Mond

## Auszeichnungen
- 2008: Nominierung für Tatort – Herz aus Eis für den Hamburger Produzentenpreis für Deutsche Fernsehproduktionen beim Filmfest Hamburg[3]
- 2015: Nominierung für Tatort – Côte d’Azur für den Hamburger Produzentenpreis für Deutsche Fernsehproduktionen beim Filmfest Hamburg[4]